# Języki torricelli
Języki torricelli – rodzina ponad pięćdziesięciu języków papuaskich z rejonu Gór Torricelliego w północno-zachodniej Papui-Nowej Gwinei.
W większości są bardzo słabo poznane (z wyjątkiem języków arapeskich). C.L. Voorhoeve (1987) postuluje, że są spokrewnione z językami zachodniopapuaskimi, z którymi dzielą wiele cech typologii, ale G. Reesink (1996) wstępnie odrzuca tę hipotezę, gdyż nie potwierdzają tego żadne dane leksykalne.
Występuje w nich szyk zdania SVO (rzadki w językach papuaskich). Szyk SOV również jest spotykany. Charakterystyczną cechą rodziny są złożone systemy klas rzeczowników. Rzeczowniki mają nieregularne formy liczby mnogiej. Język monumbo (mambuwan) – stosunkowo dobrze opisany przez misjonarzy – wyróżnia się bogatą morfologią.
Obecność szyku SVO – w przypadku języków papuaskich – bywa tłumaczona kontaktem z językami austronezyjskimi, przy czym nie odnotowano, żeby języki torricelli znalazły się pod znaczącym wpływem tej rodziny. M. Donohue (2005) sugeruje, że cecha ta należy do pierwotnego profilu języków torricelli.

## Klasyfikacja[11]
- rodzina – torricelli
  - gałąź – Języki kombo-arapeskie
    - podgałąź – Języki arapeskie (abu-arapeski, arapeski górski, arapeski południowy, arapeski bumbita)
    - podgałąź – Języki kombio (aruek, eitiep, kombio, torricelli, wam, yambes)

  - gałąź – Języki maimai
    - podgałąź – Języki beli (beli)
    - podgałąź – Języki laeko-libuat (laeko-libuat)
    - podgałąź – Języki maimai właściwe (heyo, siliput, yahang)
    - podgałąź – Języki wiaki (minidien)

  - gałąź – Języki marienberskie (buna, bungain, elepi, juwal, kamasau, urimo, wiarumus)
  - gałąź – Języki monumbo (lilau, monumbo)
  - gałąź – Języki urim (urim)
  - gałąź – Języki wapei-palei
    - podgałąź – Języki palei (agi, amol, aruop, bragat, nabi, wanap, makrojęzyk aiku (ambrak, yangum dey, yangum gel, yangum mon))
    - podgałąź – Języki urat (urat)
    - podgałąź – Języki wapei (au, dia, elkei, gnau, ningil, olo, sinagen, valman, yapunda, yau, yil, yis)

  - gałąź – Języki wapei zachodnie (języki one, seta, seti)
    - podgałąź – Języki one (one inebu, one kabore, one kwamtim, one molmo, one północny, one południowy)